# Sarastro
Sarastro es un personaje de la ópera La flauta mágica de Wolfgang Amadeus Mozart. 
En un principio parece un sacerdote malvado que vive en un recóndito castillo, pero a lo largo de la trama se ve que quería salvar a Pamina de la manipulación de su malvada madre, la Reina de la Noche. Finalmente logra convencer a Tamino y a Pamina, a los que convierte a su religión. Su papel es interpretado por un bajo.

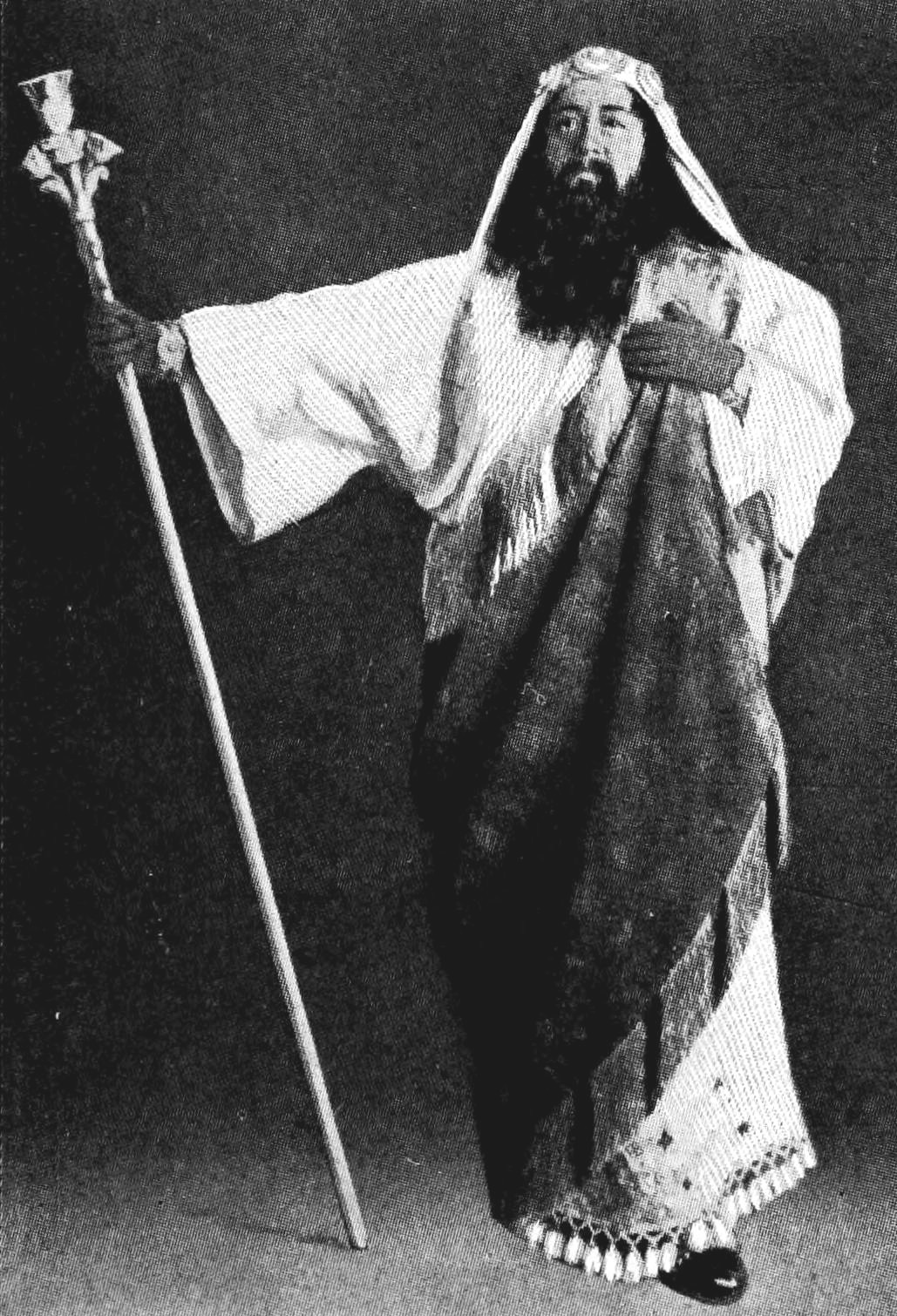
Marcel Journet actuando como Sarastro en el Metropolitan Opera en 1917.